# Ateliotum reluctans
Ateliotum reluctans är en fjärilsart som beskrevs av Edward Meyrick 1921. Ateliotum reluctans ingår i släktet Ateliotum och familjen äkta malar.
Artens utbredningsområde är Zimbabwe. Inga underarter finns listade i Catalogue of Life.